# Султанат Куайти
Султанат Куайти (араб. السلطنة القعيطية‎; англ. Qu’aiti Sultanate) — султанат, существовавший на берегу Аденского залива (Йемен) со второй половины XIX века до 17 сентября 1967 года.

## История
В начале XIX веке на территорию Хадрамаута вторглись ваххабиты. Хотя власть ваххабитов долго не продержалась, экономике Хадрамаута был нанесён существенный урон. Население покидало Хадрамаут в поисках лучшей жизни в других странах. Многие эмигрировали в Хайдарабад (Индия). Здесь была сформирована армия арабов для борьбы с ваххабитами. Здесь йеменский солдат по имени Умар Куайти (англ. Umar bin Awadh al Qu’aiti) сумел скопить благосостояние. Влияние Умара позволило ему в конце 19-го столетия создать династию Куайти.

### Образование Султаната Куайти
Султанат был основан сыновьями Умара аль-Куайти, младшего офицера в вооружённых силах низама Хайдерабада. Вначале они в 1858 году захватили у своих противников султанов династии Касири город Шибам. Позднее Куайти завоевали Эш-Шихр в 1866 году и Эль-Мукаллу в 1881 году, почти полностью отобрав у династии Касири контроль над большей частью побережья Хадрамаута в Аденском заливе. С ноября 1866 по май 1867 Эш-Шихр был оккупирован султанатом Катири (Al Kathir). В мае 1867 город Эш-Шихр был отвоёван у клана Катири и стал частью Султаната Куайти. Шихр стал столицей султаната. В последующие годы Авад I сумел значительно расширить свои владения и создал самое крупное государство в пределах Хадрамаута.
В 1881 году в состав султаната Куайти вошла Мукалла, впоследствии ставшая столицей султаната Куайти. 10 ноября 1881 года государства al-Shihr и al-Mukalla были объединены, и это государство стало называться Quaiti Sultanate of Shihr and Mukalla. Город Мукалла становится главным городом султаната вплоть до 1967 года. Таким образом династия аль-Куайти почти полностью вытеснила династию Касири с большей части побережья Хадрамаута у Аденского залива.
В 1888 году Авад I вынужден был признать британский Протекторат и лишился своей независимости.

### Султанат Куайти под британским протекторатом

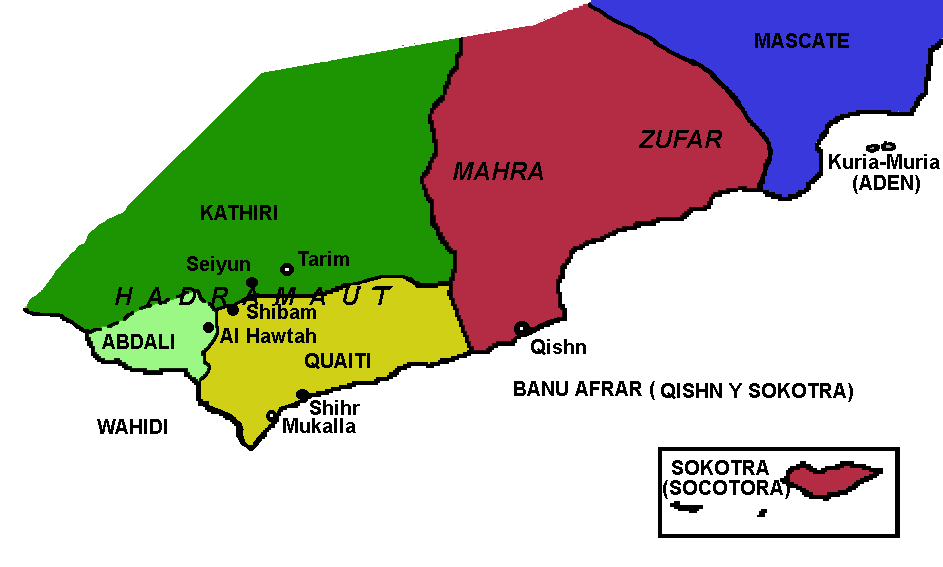
Султанаты Западного Аденского Протектората.

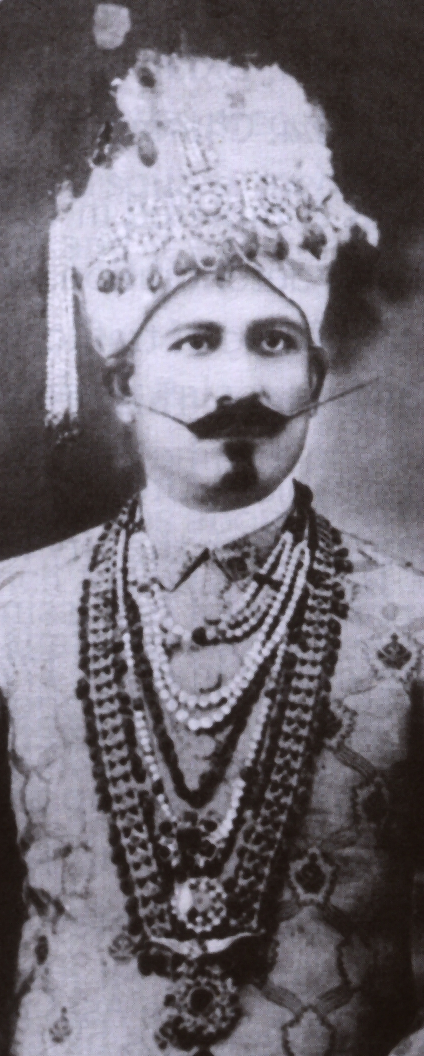
Султан Умар ибн Авад аль-Куайти — глава династии Куайти с 1922 по 1936 год.

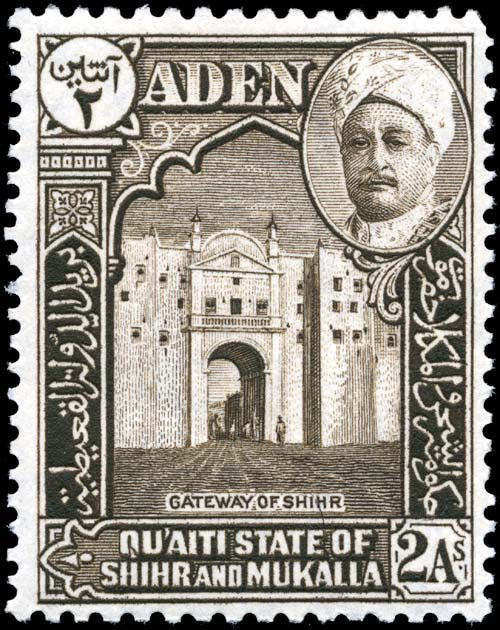
Почтовая марка 1942 года с изображением султана Салеха ибн Галиба аль-Куайти и города Эш-Шихр Султаната Куайти.

В 1888 году Великобритании удалось установить протекторат над Султанатом Куайти — крупнейшим на территории Хадрамаута.
В 1902 году Куайти становятся единым султанатом, который в 1902 году входит в британский Протекторат Адена и с 1902 года именуется Sultanate of al-Shihr and al-Mukalla (Saltanat al-Shihr wa al-Mukalla al-Qu`aytiyya).
В 1918 году Великобритания установила протекторат над Султанатом Касири.
В 1937 году, после разделения Аденского протектората, Шихр и Мукалла вошли в восточную его часть. В 1938 году внук Авадха I, султан Салих, согласился принять к себе английского советника-резидента, с которым должен был отныне советоваться по вопросам внутренней политики. Так в апреле 1938 года был подписан новый договор между Великобританией и Султаном аль-Куайти, согласно которому тот обязался принять английского советника-резидента. Это был первый из договоров, ставших системой, с помощью которой колонизаторы установили более жёсткий контроль над государствами протектората. Договор также определял порядок наследования власти в султанской семье. Процесс дальнейшего закабаления государств протектората с помощью института советников был приостановлен второй мировой войной..
Под влиянием проводимой Гамалем Абдель Насером политики, направленной против британского колониального господства на Ближнем Востоке, в Адене начало зарождаться антибританское движение, пока ещё не проявляющее себя. Вслед за созданием Объединенной Арабской Республики в феврале 1958 года Насер предложил Йемену примкнуть к союзу арабских государств, что поставило под угрозу существование Протектората Аден. Из-за страха потерять колонию, Британскими властями было принято решение об объединении отдельных южнойеменских княжеств под английской короной. В феврале 1959 года была создана Федерация арабских эмиратов Юга, впоследствии переименованная в Федерацию Южной Аравии, в которую вошли 6 княжеств Западного аденского протектората.

### Борьба за освобождение от Британского колониализма
После победы в 1962 году демократической революции в Северном Йемене, на юге страны также усилилась национально-освободительная борьба, во главе которой встал Народный фронт. На востоке султанаты Касири и Куайти отказались вступать в Федерацию, войдя 18 января 1963 года в Протекторат Южной Аравии, рассчитывая создать прочную экономическую базу, и затем заявить о своей независимости.
Летом 1967 года повстанцы перешли в наступление и установили свой контроль над всем Южным Йеменом. Султанат Куайти был захвачен благодаря тому, что на сторону патриотов перешёл созданный и вооружённый англичанами Бедуинский легион. 16 сентября 1967 года внук Салиха Халиб II — последний султан из рода Куайти — отрёкся от престола. В ноябре 1967 года Мукалла и Шихр вошли в состав Народной Республики Южного Йемена.
Протекторат Южной Аравии стал Народной Демократической Республикой Йемен 30 ноября 1967 года.

## Династия аль-Куайти
1. Умар бин Авад аль-Куайти — его сыновья начали завоевания для создания султаната Куайти.
2. Шейх, а затем султан клана Куайти Авад I ибн Умар аль-Куайти — годы правления 1902—1909. При нём образовался султанат.
3. Султан Галиб I ибн Авад аль-Куайти — годы правления 1909—1922.
4. Султан Умар ибн Авад аль-Куайти — годы правления 1922—1936.
5. Султан сэр Салех ибн Галиб аль-Куайти — годы правления 1936—1956
6. Султан Авад II ибн Салех аль-Куайти — годы правления 1956—1966.
7. Султан Галиб II ибн Авад аль-Куайти — годы правления 1966 — 17 сентября 1967.